# LIFE IN MIRRORS
『LIFE IN MIRRORS』（ライフ・イン・ミラーズ）は、日本のシンガーソングライターである土屋昌巳の3枚目のオリジナル・アルバム。
1987年10月21日にEPIC・ソニーレコードからリリースされた。前作『TOKYO BALLET』（1985年）より2年4か月振りとなる作品であり、作曲はすべて土屋昌巳が担当、作詞は土屋のほかにロックバンドであるくじら所属の杉林恭雄や作詞家の宮原芽映および松尾由紀夫などが担当、プロデュースは土屋が担当している。
レコーディングは日本国内だけでなく一部ロンドンのAIRスタジオにおいても行われた。土屋の1980年代のソロ・アルバムとしては最も多彩なゲスト・ミュージシャンが参加した作品であり、元ロキシー・ミュージックのアンディ・マッケイのほかに元ジャパンのデヴィッド・シルヴィアンおよびミック・カーン、デュラン・デュランのジョン・テイラーなどが参加、ファンキーな楽曲を中心に幅広い音楽性の楽曲を収録している。また、本作からは1曲もシングルカットされていない。

## 録音、制作
本作のレコーディングは東京のCBSソニー・六本木スタジオおよびCBSソニー・信濃町スタジオ、またロンドンのAIRスタジオにて行われた。本作には土屋の1980年代のソロ・アルバムの中では最も多彩なゲスト・ミュージシャンが参加しており、日本人としてはコーラスの吉田美奈子、コンピュータプログラムの松武秀樹および藤井丈司、PINK所属の福岡ユタカ、EP-4所属のBANANAなどが参加、さらに海外ミュージシャンとして、元ロキシー・ミュージックのアンディ・マッケイ、元ジャパンのデヴィッド・シルヴィアンおよびミック・カーン、デュラン・デュランのジョン・テイラーなど幅広い世代が参加している。一部のレコーディングはタウンハウスという石造りのスタジオが使用されており、レコードのカッティングも行えたことから後にメトロポリススタジオ所属となるエンジニアのイアン・クーパー担当の下で初のメタル・カッティングを行ったと土屋は述べている。
本作にはスティーヴ・ナイ直系の関係者であるナイジェル・ウォーカーがエンジニアとして参加、また前作の途中から参加したディレクターの福岡智彦が土屋の担当となり、両者ともに後の作品まで参加することとなった。それに対し、土屋は「本当に自由にやらせてくれました」と述べ、それまでの中で最も心を開いて接することができたスタッフであり、その後土屋がプロデューサーとして活動することになった際に非常に参考になったと述べている。土屋はスタッフに対する要望としては安心できることが最も重要であると述べ、両者については「いてほしいときにはいつもいてくれて、しかも自分の気配をいつでも消せるという存在」であったことから、本作および次作『HORIZON』（1988年）においていい関係が築けたと述べている。また、AIRスタジオでのレコーディング時、経営者であったジョージ・マーティンが頻繁に様子を見に来ており、ビートルズのレコーディング方法など様々なことを教わったと土屋は述べている。

## 音楽性と参加ミュージシャン
1985年にアーケイディアのレコーディングに土屋が参加したことによってデュラン・デュランのメンバーと親交を深めたことから、当時土屋はテイラーとも様々な話題で語り合っていたと述べている。デュラン・デュランメンバーの内、最初に土屋に接触してきたのがテイラーであり、ロンドンにある日本料理店でテイラーから「マサミでしょ?」と声をかけられたことが切っ掛けとなり、後に他のメンバーから連絡が来た際に「一緒にレコーディングしたい」と誘いがあったため、土屋は当初テイラーによる発案だと思っていたものの、実はサイモン・ル・ボンからの依頼であったことが後に判明したと述べている。またディレクターである福岡からの紹介により杉林恭雄や清水一登、BANANAなどが参加する流れとなり、またコンサートツアーにも帯同するようになった。土屋は当時福岡が担当していたバンドであるキリング・タイムの演奏を聴き、清水の演奏が気に入ったために福岡から紹介してもらうことになったと述べ、また吉田美奈子も強く印象に残ったと述べている。当時の土屋にとって吉田は大御所であったことからレコーディングの際には非常に緊張したと述べ、また吉田の歌うことへの哲学を絶賛し「STAY IN HEAVEN」および「DON'T STOP LOVING」の2曲は吉田のハーモニーの部分が最重要であると述べている。
本作の制作時期に土屋はニュー・ウェイヴ以降のイギリスの音楽に最も興味を持っていたと述べている。当時デュラン・デュランの来日公演が行われていたために、土屋はテイラーに軽い気持ちでレコーディングに参加するよう要請したところ、六本木スタジオに深夜ベースを担いだテイラーが現れたため、一晩かけて急遽レコーディングが行われた。しかしテイラーはコンサートのプロモーターやレコード会社には何も告げずにスタジオを来訪したため、テイラーが行方不明になったとテイラー側のスタッフの間で大騒ぎになっていたと土屋は述べている。結果として本作はダンサブルでファンキーな楽曲を始めとした幅広い音楽性の楽曲が収録されることとなった。

## リリース、批評、チャート成績
| 専門評論家によるレビュー | 専門評論家によるレビュー |
| レビュー・スコア         | レビュー・スコア         |
| 出典                     | 評価                     |
| ------------------------ | ------------------------ |
| CDジャーナル             | 肯定的                   |

本作は1987年10月21日に日本国内においてEPIC・ソニーレコードからLPおよびCT、CDの3形態でリリースされたほか、同年に香港においてもリリースされた。本作の帯に記載されたキャッチフレーズは「東京⇔ロンドン・レコーディング。土屋昌巳が二年ぶりに放つ、超強力アルバム。」であった。本作に関する評価として、音楽情報サイト『CDジャーナル』では「STAY IN HEAVEN」「KHAOS TOWN」について「リズムで引きずり込む」と表現し、「PERFECT DAYS」「DAYDREAMS OF YOU」「BECAUSE」については「静的な美しさの内側に力を感じさせる」と評価、「一日千夜」「LAPIS」「PLANET MIRRORS」については土屋のギタリストとしての能力の高さを称賛した上で、「土屋昌巳の美意識とポップ感覚が見事なほどのバランスで融合」、「彼の音楽センスと参加メンバーの表現力には脱帽」と絶賛した。
本作に関するプロモーションとして、テレビ東京系音楽番組『ミュージックスクエア』（1987年 - 1988年）に出演し「STAY IN HEAVEN」「水の中のホテル」「KHAOS TOWN」「BECAUSE」を演奏、バックバンドのメンバーとして成田忍（ギター）、横山雅史（ベース）、清水一登（キーボード）、近藤達郎（キーボード）、れいち（ドラムス）、仙波清彦（パーカッション）が出演した。本作のLP盤はオリコンアルバムチャートにおいて、最高位第80位の登場週数が2回で売り上げ枚数が0.1万枚となった。
2017年12月20日には土屋のボックス・セット『SOLO VOX -epic years-』に収録される形でデジタル・リマスタリング盤としてBlu-spec CD2仕様で再リリースされた。

## 収録曲
- CD付属の歌詞カードに記載されたクレジットを参照、ホーン・アレンジは中村哲が担当している[10]。また、8曲目はインストゥルメンタルとなっている。

| #         | タイトル                                                                    | 作詞      | 作曲      | 編曲      | 時間  |
| --------- | --------------------------------------------------------------------------- | --------- | --------- | --------- | ----- |
| 1.        | 「STAY IN HEAVEN」                                                          | 杉林恭雄  | 土屋昌巳  | 土屋昌巳  | 4:39  |
| 2.        | 「DON'T STOP LOVING」                                                       | 宮原芽映  | 土屋昌巳  | 土屋昌巳  | 4:44  |
| 3.        | 「KHAOS TOWN（日射しの罪人）」(KHAOS TOWN (HIZASHI NO TSUMIBITO))           | 杉林恭雄  | 土屋昌巳  | 土屋昌巳  | 4:35  |
| 4.        | 「水の中のホテル (HOTEL ATLANTIS)」(MIZU NO NAKA NO HOTEL (HOTEL ATLANTIS)) | 杉林恭雄  | 土屋昌巳  | 土屋昌巳  | 4:28  |
| 5.        | 「PERFECT DAYS」                                                            | 金沢信一  | 土屋昌巳  | 土屋昌巳  | 3:38  |
| 合計時間: | 合計時間:                                                                   | 合計時間: | 合計時間: | 合計時間: | 22:04 |

| #         | タイトル                                                                              | 作詞       | 作曲      | 編曲      | 時間  |
| --------- | ------------------------------------------------------------------------------------- | ---------- | --------- | --------- | ----- |
| 6.        | 「DAYDREAMS OF YOU」                                                                  | 松尾由紀夫 | 土屋昌巳  | 土屋昌巳  | 5:36  |
| 7.        | 「一日千夜 (ONE DAY A THOUSAND NIGHTS)」(ICHINICHI SENYA (ONE DAY A THOUSAND NIGHTS)) | 土屋昌巳   | 土屋昌巳  | 土屋昌巳  | 5:17  |
| 8.        | 「LAPIS」                                                                             |            | 土屋昌巳  | 土屋昌巳  | 2:18  |
| 9.        | 「BECAUSE」                                                                           | 松尾由紀夫 | 土屋昌巳  | 土屋昌巳  | 5:22  |
| 10.       | 「PLANET MIRRORS」                                                                    | 土屋昌巳   | 土屋昌巳  | 土屋昌巳  | 4:05  |
| 合計時間: | 合計時間:                                                                             | 合計時間:  | 合計時間: | 合計時間: | 22:38 |

## スタッフ・クレジット
- CD付属の歌詞カードに記載されたクレジットを参照[10]。

### 参加ミュージシャン
| 1. 「STAY IN HEAVEN」 - 土屋昌巳 – ギター、シンセサイザー・プログラミング - 清水一登 – シンセサイザー - 渡辺等 – ベース - 吉田美奈子 – コーラス - 中村哲 – サックス - 兼崎順一 – トランペット - 平内保夫 – トロンボーン - 橋田匡人 – パーカッション - 藤井丈司 – コンピュータプログラミング 2. 「DON'T STOP LOVING」 - 土屋昌巳 – ギター、シンセサイザー・プログラミング - 清水一登 – ピアノ、シンセサイザー、ヴィブラフォン - 吉田美奈子 – コーラス - 中村哲 – サックス - 兼崎順一 – トランペット - 早川隆章 – トロンボーン - 松武秀樹 – コンピュータプログラミング 3. 「KHAOS TOWN（日射しの罪人）」 - 土屋昌巳 – ギター、シンセサイザー・プログラミング - 清水一登 – シンセサイザー - バナナ – シンセサイザー - ジョン・テイラー – ベース - 吉田美奈子 – コーラス - 福岡ユタカ – コーラス - 藤井丈司 – コンピュータプログラミング 4. 「水の中のホテル (HOTEL ATLANTIS)」 - 土屋昌巳 – ギター、シンセサイザー・プログラミング - 清水一登 – シンセサイザー - 渡辺等 – ベース - 福岡ユタカ – コーラス - 中村哲 – サックス - 兼崎順一 – トランペット - 早川隆章 – トロンボーン - ガイ・バーカー – ソロ・トランペット - 松武秀樹 – コンピュータ・プログラミング 5. 「PERFECT DAYS」 - 土屋昌巳 – アコースティック・ギター、シンセサイザー・プログラミング - デヴィッド・シルヴィアン – エレクトリック・ギター、ピアノ - 清水一登 – シンセサイザー - マーティン・ディッチャム – ドラムス - 北城浩志 – コンピュータ・プログラミング | 1. 「DAYDREAM OF YOU」 - 土屋昌巳 – ギター、シンセサイザー・プログラミング - 清水一登 – シンセサイザー、ピアノ - 渡辺等 – ベース - アンディ・マッケイ – ソプラノ・サックス - マーティン・ディッチャム – パーカッション - バナナ – シンセサイザー - 藤井丈司 – コンピュータプログラミング 2. 「一日千夜 (ONE DAY A THOUSAND NIGHTS)」 - 土屋昌巳 – ギター、シンセサイザー・プログラミング - 清水一登 – シンセサイザー、ピアノ、マリンバ、ハンマード・ダルシマー - 橋田匡人 – パーカッション - ミック・カーン – ベース - アンディ・マッケイ – ソプラノ・サックス - 松武秀樹 – コンピュータ・プログラミング 3. 「LAPIS」 - 土屋昌巳 – アコースティック・ギター - ミック・カーン – クラリネット、バスクラリネット、ベース - マーティン・ディッチャム – パーカッション 4. 「BECAUSE」 - 土屋昌巳 – ギター、シンセサイザー・プログラミング - 清水一登 – シンセサイザー、ピアノ - 渡辺等 – ベース - バナナ – シンセサイザー - ギャバン・ライト – ヴァイオリン - 北城浩志 – コンピュータ・プログラミング 5. 「PLANET MIRRORS」 - 土屋昌巳 – ギター、シンセサイザー・プログラミング - 清水一登 – シンセサイザー、ピアノ - 渡辺等 – ベース - 橋田匡人 – パーカッション - 中村哲 – サックス - 松武秀樹 – コンピュータ・プログラミング |

### 録音スタッフ
- 土屋昌巳 – プロデュース
- 大森政人 – レコーディング・エンジニア
- 森岡徹也 – レコーディング・エンジニア、アシスタント・エンジニア
- ナイジェル・ウォーカー – レコーディング・エンジニア、ミキシング・エンジニア
- 加藤博実 – アシスタント・エンジニア
- ランス・フィリップス – アシスタント・エンジニア
- トニー・カズンズ（タウンハウス・スタジオ） – マスタリング・エンジニア
- リチャード・チャドウィック (OPIUM (ARTS)) – コーディネート・イン・ロンドン
- キャサリン・ウィルソン (OPIUM(ARTS)) – コーディネート・イン・ロンドン
- らいじょうじゅんいち – エキップメント・ケア
- 福岡智彦（EPIC・ソニー） – ディレクター
- 田原春樹 (KAY MUSIC) – ディレクター

### その他スタッフ
- サイトウマコト – アートディレクター
- 坂田栄一郎 – 写真撮影
- 柴田淳 – デザイン
- 須藤洋子 – スタイリスト
- 藤井ユカ – スペシャル・サンクス

## リリース日一覧
| No. | 地域 | リリース日     | レーベル                       | 規格  | カタログ番号 | 備考                                                            | 出典                |
| --- | ---- | -------------- | ------------------------------ | ----- | ------------ | --------------------------------------------------------------- | ------------------- |
| 1   | 日本 | 1987年10月21日 | EPIC・ソニー                   | LP    | 28・3H-297   |                                                                 | [ 11 ] [ 12 ]       |
| 2   | 日本 | 1987年10月21日 | EPIC・ソニー                   | CT    | 28・6H-260   |                                                                 | [ 13 ]              |
| 3   | 日本 | 1987年10月21日 | EPIC・ソニー                   | CD    | 32・8H-141   |                                                                 | [ 7 ] [ 14 ] [ 12 ] |
| 4   | 香港 | 1987年         | EPIC・ソニー                   | LP    | CJA 1131     |                                                                 |                     |
| 5   | 日本 | 2017年12月20日 | ソニー・ミュージックダイレクト | BSCD2 | DQCL 703     | ボックス・セット『SOLO VOX -epic years-』収録、新規リマスター盤 | [ 15 ]              |